# 가트멘
가트멘(Gadmen)은 스위스 베른주의 인터라켄-오버하슬리구에 있는 이전 시정촌이다.
2014년 1월 1일, 가트멘의 이전 지자체는 인너트키르헨의 지자체로 병합되었다.
가트멘이라는 이름은 ‘헛간’ 또는 ‘작은 집’을 의미하는 고대 독일어 "gadum"에서 유래했으며, 1382년에 처음 언급되었다.
지자체는 취리히주의 폴케트즈빌과 협력 관계에 있다.

## 역사
가트멘은 1382년에 임 가트멘(im Gadmen)으로 처음 언급되었다.
중세 시대에 가트멘 지역은 하슬리의 포크타이 및 마이링엔 교구의 일부였다. 1334년에 전체 포크타이는 베른에 의해 인수되었다. 중세 시대에 마을에 예배당이 세워졌다. 1713년 가트멘은 인너트키르헨 교구의 일부가 되었고 1722년 예배당은 필리얼 교회로 확장되었다. 1816년에 교회는 교구 교회 가 되었고 가트멘은 독립 교구가 되었다.
마을 주민들은 일반적으로 농사를 짓고 계절에 따라 고산을 방목하며 수스텐 고개를 건너는 교통수단으로 생활했다. 19세기 동안 농장은 점차 기계화되었고, 많은 주민들이 일자리를 위해 북미로 이주해야 했다. 1939-45년에 수스텐 도로가 건설되면서 마을이 관광업에 개방되었고 추가 일자리가 생겼다. 건설 중 그리고 완공 후 오버하슬리 AG 발전소는 지자체에서 가장 큰 고용주가 되었다.

## 지리

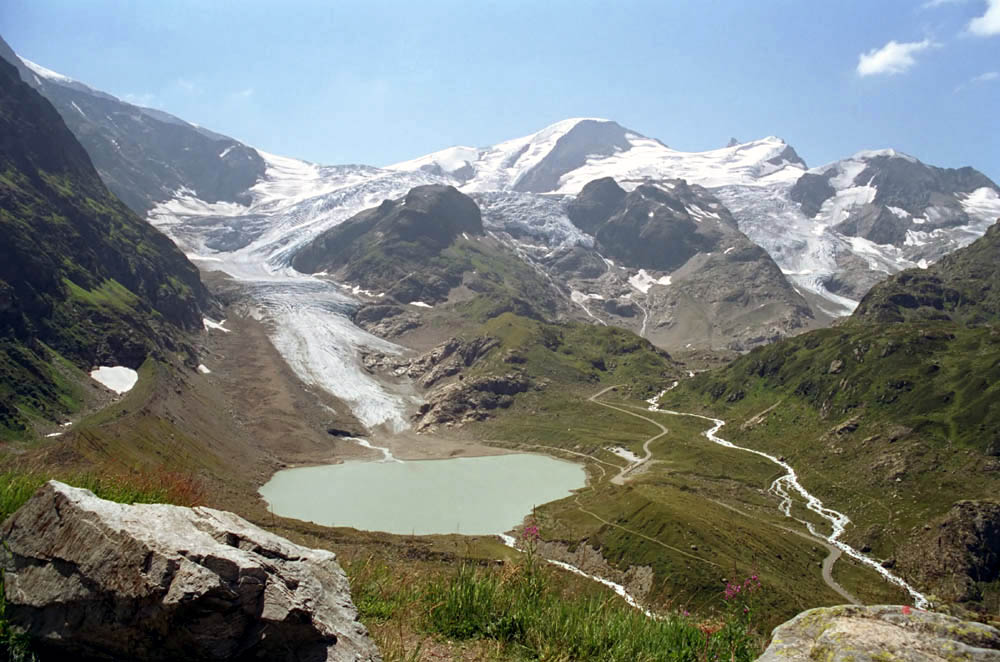
수스텐 고개에서 본 슈타인제와 카트멘

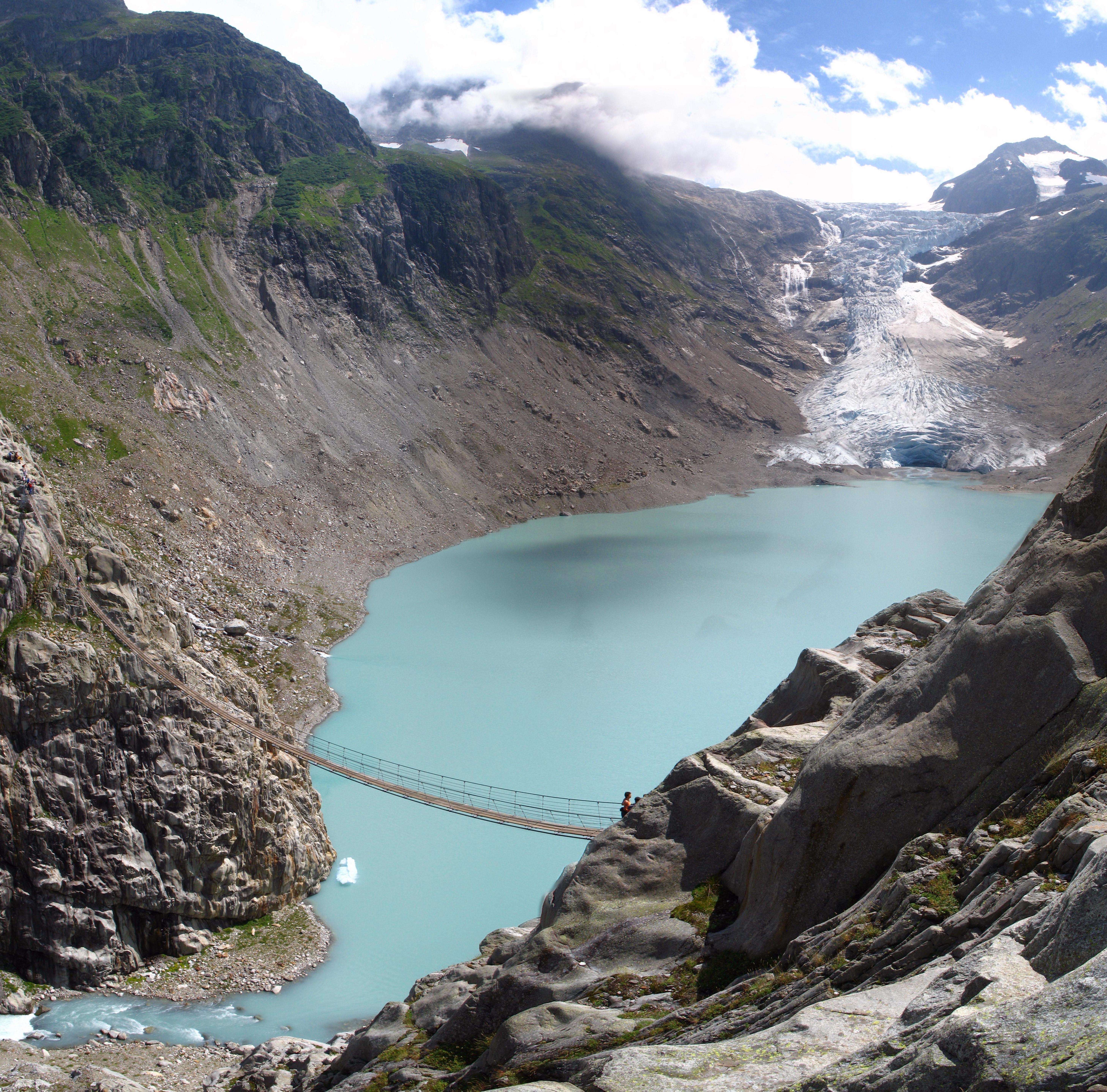
가트멘에 있는 트리프트 빙하와 호수

합병 전 가트멘의 총면적은 116.6k㎡였다. 2012년 기준 총 9.62k㎡ (8.3%)가 농업용으로 사용되며 19.48k㎡ (16.7%)가 산림이다. 나머지 시정촌은 0.75k㎡ (0.6%)가 정착(건물 또는 도로), 1.52k㎡ (1.3%)가 강 또는 호수이고 85.19k㎡ (73.1%)는 불모지이다.
같은 해 주택과 건물이 0.1%, 교통 인프라가 0.4%를 차지했다. 삼림 지대는 모두 울창한 숲으로 덮여 있다. 농경지 중 1.7%는 목초지이고 6.5%는 고산 목초지로 사용된다. 시정촌의 물 중 0.4%는 호수에, 0.9%는 강과 시내에 있다. 비생산적인 지역 중 13.3%는 비생산적인 초목, 33.0%는 너무 암석이 많아 초목이 자라기 힘든 지역이며 26.8%의 땅은 빙하로 덮여 있다.
2009년 12월 31일, 시정촌의 이전 구역인 암츠베지르크 오버하슬리가 해산되었다. 다음 날 2010년 1월 1일에 새로 설립된 인터라켄-오버하슬리구에 합류했다.
가트멘은 베른 고원에 있고 수스텐 고개는 지자체의 동쪽 경계에 있다. 가트머 유역에 있다. 시 경계는 850–1,250m 높이의 계곡 바닥에서 약 3,500m의 인근 산봉우리까지 뻗어 있다. 그것은 옵발덴, 니트발덴, 우리 및 발레의 주와 베른주의 경계에 위치하고 있다. 이웃 지자체는 엥겔베르크, 바센, 괴세넨, 구탄넨, 인너트키르헨 및 케른스이다.
가트멘에는 슈타인 빙하, 트리프트 빙하 및 벤덴 빙하의 3개의 빙하가 있다. 슈타인 빙하 아래에는 슈타인 호수가 있다. 가트멘에서 가장 유명한 산은 티틀리스이다.

### 기후
1981년에서 2010년 사이에 가트멘은 연평균 152.6일의 비 또는 눈이 내렸고 평균 강수량은 1,644mm였다. 가장 습한 달은 7월로 이 기간 동안 가트멘은 평균 181mm의 비나 눈이 내렸다. 이달 동안 평균 강수량은 14.6일이었다. 강수량이 가장 많은 달은 6월로 평균 15.6일이었지만 비나 눈은 173mm에 불과했다. 일년 중 가장 건조한 달은 10월로 10일 동안 평균 강수량이 108mm이다.

## 인구통계

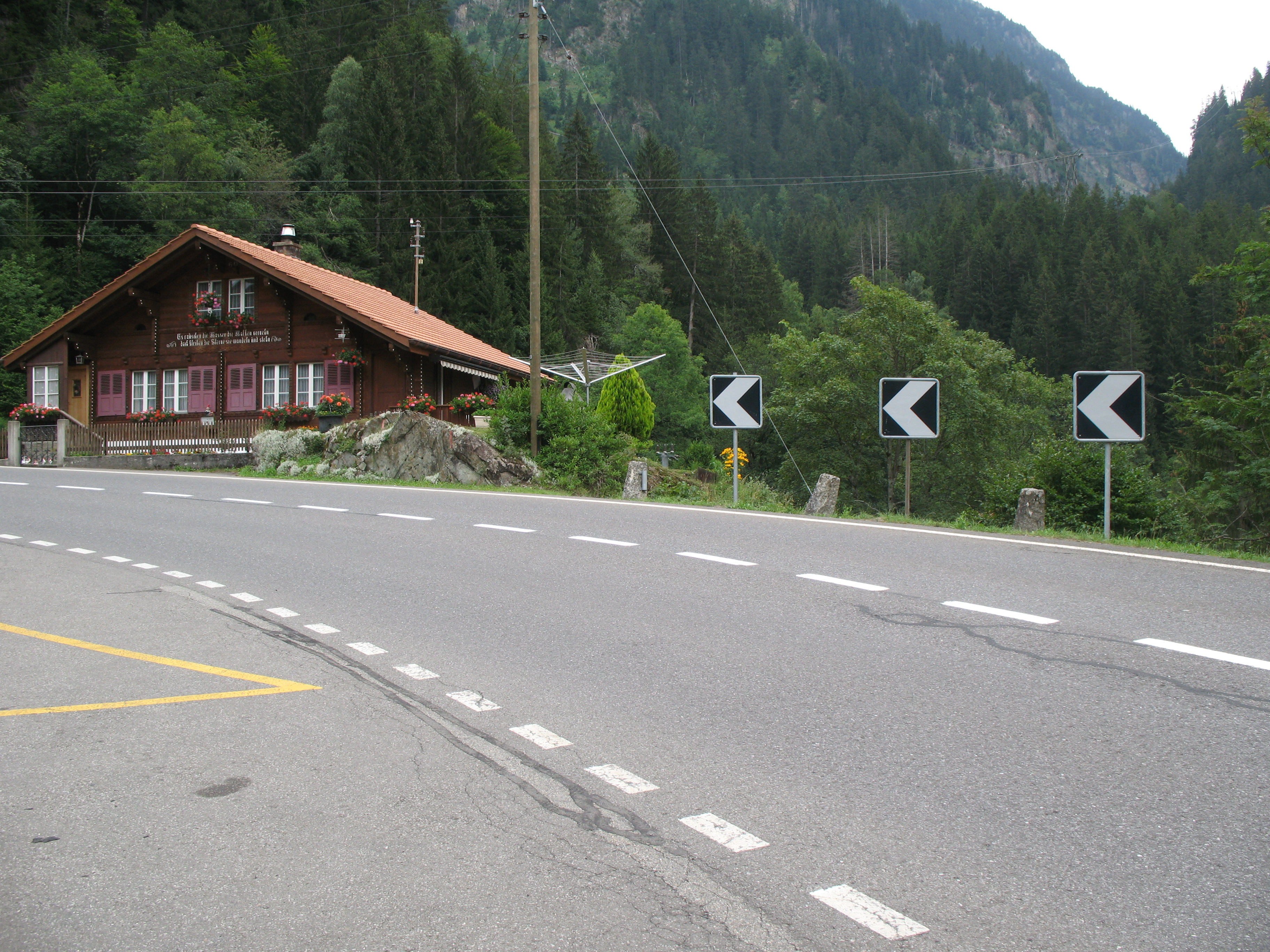
가트멘의 포스트버스역

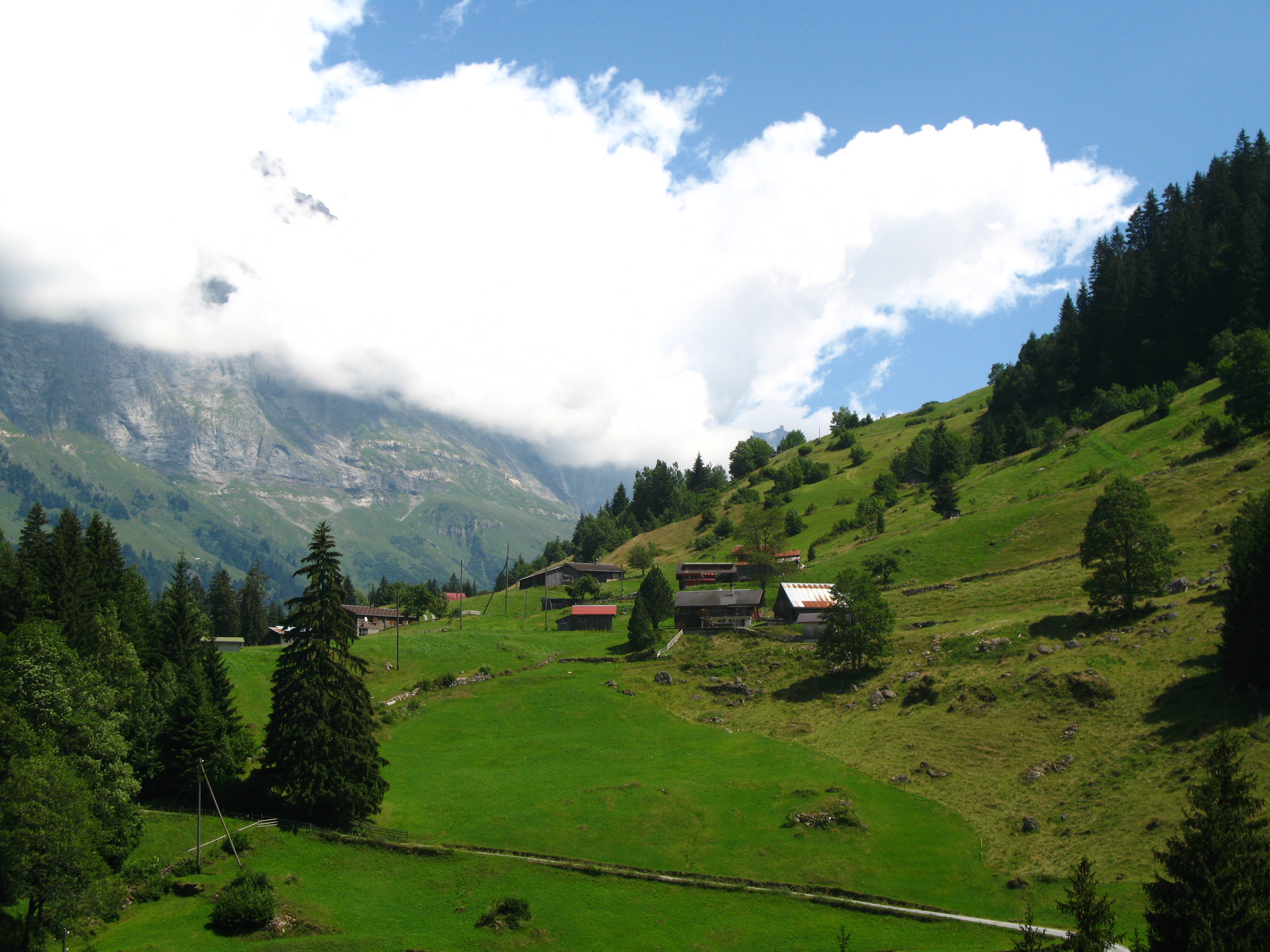
가트멘의 주택

2011년 기준, 가트멘의 인구는 228명이다. 2011년 기준, 인구의 3.1%가 거주하는 외국인이다. 지난 1년(2010-2011) 동안 인구는 -1.7%의 비율로 변경되었다. 이민은 1.7%, 출생 및 사망은 -3.0%를 차지했다.
2000년 기준 인구 대부분인 268명(98.5%)는 독일어를 모국어로 사용했고, 1명이 프랑스어와 스페인어를 사용한다.
2008년 기준으로 인구는 남성 53.4%, 여성 46.6%이다. 인구는 123명의 스위스 남성(인구의 53.0%)과 1명(0.4%)의 비스위스계 남성으로 구성되었다. 스위스 여성은 102명(44.0%), 비스위스계 여성은 6명(2.6%)이었다. 지자체의 인구 중 162 또는 약 59.6%가 가트멘에서 태어나 2000년에 그곳에 살았다. 같은 주에서 태어난 42 또는 15.4%가 있었고, 32 또는 11.8%가 스위스 다른 곳에서 태어났다. 그리고 28 또는 10.3%가 스위스 이외의 지역에서 태어났다.
2011년 기준으로 아동·청소년(0~19세)이 14.5%, 성인(20~64세)이 61%, 노인(64세 이상)이 24.6%를 차지한다.
2000년 기준으로 시정촌에 미혼이며, 독신인 사람은 102명이다. 기혼자는 144명, 미망인은 22명, 이혼한 사람은 4명이었다.
2010년 기준 1인 가구는 43가구, 5인 이상 가구는 7가구이다. 2000년 기준으로 상시 임대된 아파트는 총 100채(전체의 67.1%)였으며, 성수기 아파트는 35채(23.5%), 공실은 14채(9.4%)였다. 2010년 기준 신규주택 건설률은 인구 1000명당 4.3세대이다. 2010년 시정촌 공실률은 3.39%였다. 2011년에 단독 주택은 시정촌 전체 주택의 70.8%를 차지했다.
역사적 인구는 다음 차트에 나와 있다.

### 종교
2000년 인구 조사에서 226명(83.1%)은 스위스 개혁 교회에 속했고 34%(12.5%)는 로마 가톨릭 신자였다. 나머지 인구 중 정교회 교인 이 1명, 다른 기독교 교인이 2명(전체 인구의 약 0.74%)이었다. 무슬림 1명이 있었다. 5명(인구의 약 1.84%)은 교회에 속하지 않았고, 불가지론자 또는 무신론자였으며 3명(또는 인구의 약 1.10%)은 질문에 대답하지 않았다.

## 경제

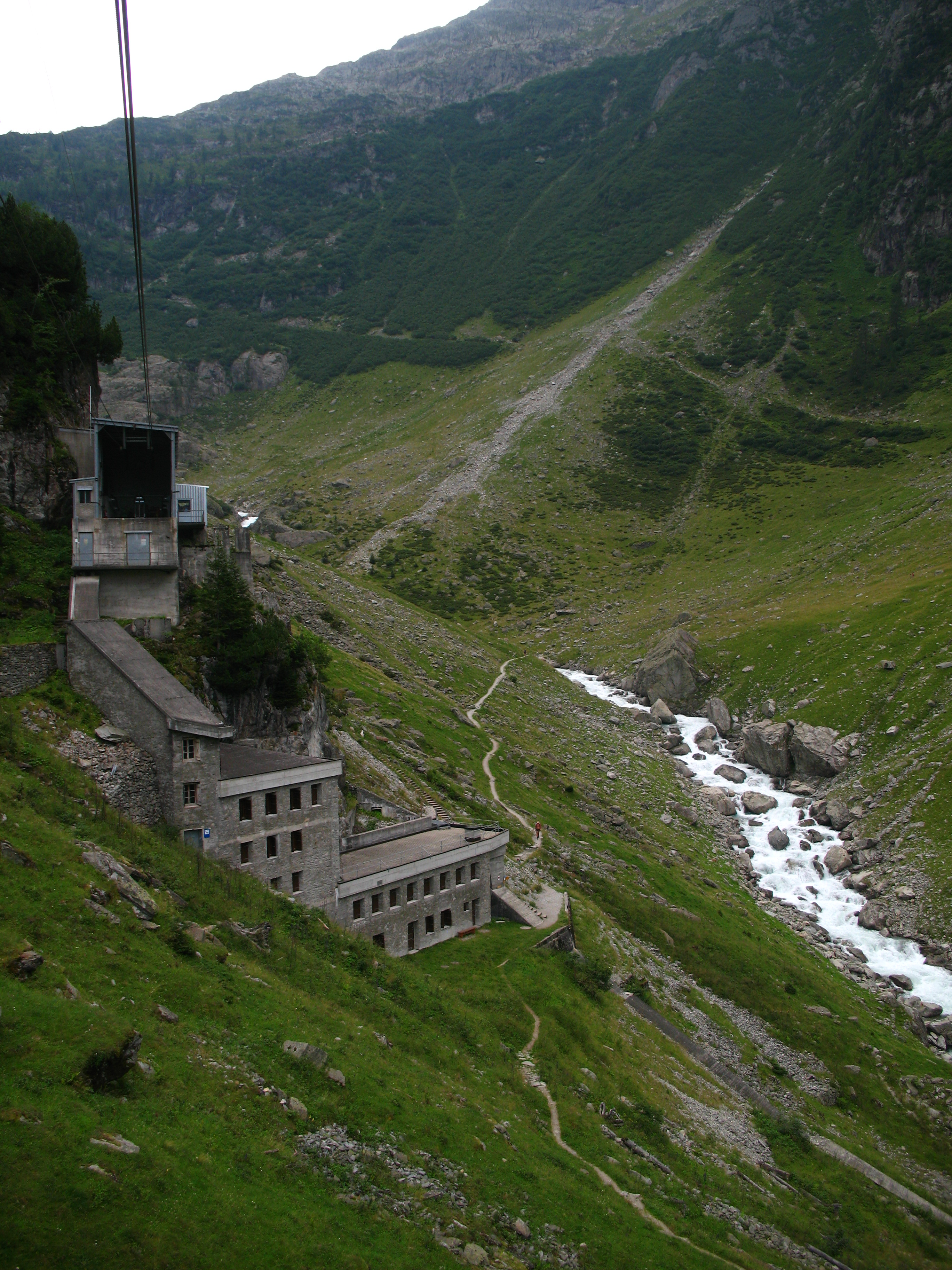
트리프트반 (공중리프트) 정상역, 트리프트 빙하역

2011년 현재 가트멘의 실업률은 0.37%이다. 2008년 기준으로, 시정촌에 고용된 총 100명의 사람들이 있다. 이 중 1차 경제 부문에 37명이 고용되었고 이 부문에 약 17개 기업이 참여했다. 14명이 2차 부문에 고용되었고, 이 부문에 4개의 기업이 있었다. 49명이 3차 부문에 고용되어 있으며 이 부문에는 11개의 기업이 있다.  시정촌 주민은 107명으로 일정 정도 고용되었으며 그중 여성이 전체 노동력의 37.4%를 차지하였다.
2008년에는 총 70개의 정규직에 상응하는 일자리가 있었다. 1차 부문의 일자리 수는 20개였으며 모두 농업이었다. 2차 부문의 일자리 수는 13개였으며 그중 5개(38.5%)가 제조업에 있었다. 3차 부문의 일자리 수는 37개였다. 3차 부문에서; 2 또는 5.4%는 도소매 또는 자동차 수리, 2 또는 5.4%는 상품의 이동 및 보관, 29 또는 78.4%는 호텔 또는 레스토랑, 1은 교육 또는 2 또는 5.4%를 차지했다. 건강 관리에 있었다.
2000년 기준으로 시정촌으로 출퇴근하는 근로자는 7명, 출퇴근 근로자는 47명이었다. 지자체는 근로자의 순수출 지자체로, 들어오는 1명당 약 6.7명의 근로자가 지자체를 떠나고 있다. 총 60명의 근로자(시 전체 근로자 67명 중 89.6%)가 가트멘에 거주하고 일했다. 근로인구 중 11.2%가 대중교통을 이용하여 출퇴근하고, 52.3%가 자가용을 이용하였다.

2011년에 150,000CHF를 버는 가트멘의 기혼 거주자에 대한 평균 지방 및 주 세율은 13.3%인 반면 미혼 거주자의 세율은 19.6%였다. 비교를 위해 같은 해 전체 주의 평균 비율은 14.2%와 22.0%인 반면 전국 평균은 각각 12.3%와 21.1%였다.

2009년에 지자체에는 총 97명의 납세자가 있었다. 그중 13개가 연간 75,000CHF 이상을 벌었다. 1년에 15,000에서 20,000 사이를 버는 사람이 3명 있었다. 가장 많은 수의 근로자(25명)는 연간 50,000~75,000CHF를 벌었다. 가트멘에 있는 75,000 CHF 이상의 그룹의 평균 수입은 89,592 CHF인 반면, 스위스 전체의 평균은 130,478 CHF였다.
2011년에는 전체 인구의 0.9%가 정부로부터 직접적인 재정 지원을 받았다.

## 교육
가트멘에서는 인구의 약 46.2%가 필수가 아닌 고등교육을 이수하고 4.9%가 추가 고등교육( 대학 또는 응용학문대학)을 이수했다. 인구 조사에 나와 있는 어떤 형태의 고등교육을 이수한 7명 중 57.1%가 스위스 남성이고 42.9%가 스위스 여성이었다.
베른주의 학교 시스템은 1년의 의무 없는 유치원, 6년의 초등학교를 제공한다. 이후 3년 동안의 의무적 중학교 과정을 거쳐 학생을 능력과 적성에 따라 구분한다. 중학교 이하 학생들은 추가 교육을 받거나 견습 과정에 들어갈 수 있다.
2011-12학년도 동안 총 10명의 학생이 가트멘의 수업에 참석했다. 유치원 수업은 없었고 10명의 학생이 있는 하나의 초등학교 수업만 있었다.
2000년 기준으로, 시정촌의 모든 학교에 다니는 학생은 총 28명이다. 같은 해에 5명의 주민들이 시외 학교에 다녔다.